# Черноморский биосферный заповедник
Черноморский биосферный заповедник (укр. Чорноморський біосферний заповідник) — биосферный заповедник, расположенный на территории Херсонской и Николаевской областей Украины. Площадь — 109 254,8 га. Находится в ведении Национальной академии наук Украины. Управление заповедника расположено в городе Голая Пристань Херсонской области.
Заповедник является одним из крупнейших на Украине. Главной целью заповедника является охрана зимующих гнездовых и перелетных птиц, а также уникальных комплексов песчаных арен и опустыненных степей.
Тендровский залив и остров Тендровская коса, что в составе заповедника, имеет статус водно-болотных угодий международного значения, согласно Рамсарской конвенции с особым охранным режимом.

## История
Создан 14 июля 1927 года (с 1933 года — заповедник) для охраны зимующих, перелётных и гнездящихся птиц и среды их обитания.
Самостоятельным природоохранным и научно-исследовательским учреждением стал в 1933 году. В 1984 году заповедник получает статус биосферного. В 2006 году решением Херсонского областного совета территория заповедника расширена почти на 21 тыс. га. Используется ВСУ Украины.

## География

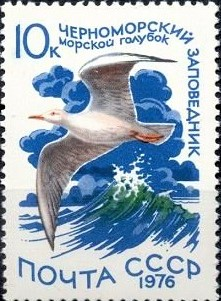
Почтовая марка СССР № 4615. 1976. Заповедники СССР

Черноморский биосферный заповедник расположен на северном побережье Чёрного моря — на территории Херсонской области и частично Николаевской (например, филиал Волыжин Лес) — включает материковые участки, острова и акватории двух заливов Тендровского и Егорлыцкого. Различные участки заповедника представляют различные ландшафты приморского юга Украины — солончаковые и песчаные степи, дубовые, берёзовые, осиновые и черноольховые рощи, косы, солёные и пресные озёра, акватории заливов.
Черноморский биосферный заповедник площадью 109254,8 га состоит из трёх зон: заповедная (площадь 90 134,9 га), буферная (площадь 18 620 га), зона антропогенных ландшафтов (площадь 499,9 га, на Тендровской косе). Большая часть заповедника — акватория площадью 94435,0 га, остальная — суша площадью 14819,8 га. Вокруг заповедных участков заповедника есть охранные зоны, которые не входят в его состав, но находится под его контролем, площадью 8013,8 га; здесь установлены определённые режимные ограничения по её использованию. 
Территория заповедника (карта заповедника) представлена 4 отдельно расположенными участками заповедных зон — основная (большая) часть, Ивано-Рыбальчанский и Солёноозёрный участки, филиал Волыжин Лес — при этом основная часть связана с Солёноозёрным участком буферной зоной.  
Основная (большая) часть заповедной зоны заповедника охватывает акватории Тендровского и Егорлыцкого (южную часть) заливов, полосу акватории вдоль южного берега Тендровской косы, острова Тендровская коса (без участков в северной его оконечности) и другие небольшие, три материковых участка — Егорлыцкий Кут (5540 га, запад одноимённого полуострова), Потиевский (1064 га) и Потиевская стрелка (91 га). Данная заповедная зона имеет два участка охранной зоны — полоса северного и восточного побережья Тендровского залива, полоса восточного побережья Егорлыцкого залива (между сёлами Ивановка и Очаковское). 
Ивано-Рыбальчанский участок заповедной зоны заповедника охватывает участок только суши (площадь 3104 га) между Днепровским лиманом и Егорлыцким заливом — часть массива Алёшковские пески — между сёлами Ивановка и Рыбальче. Окружён охранной зоной. 
Солёноозёрный участок заповедной зоны заповедника охватывает участок суши (площадь 2293 га) в основании (начале) Кинбурнского полуострова и прилегающую 1-километровую полосу акватории Егорлыцкого залива. Примыкает два небольших участка охранной зоны. Здесь ландшафт представлен водно-солончаковыми комплексами.  
Филиал заповедника Волыжин Лес охватывает участок только суши (площадь 203 га) Кинбурнского полуострова, что западнее села Васильевка. Не имеет охранной зоны. 
Акватории заповедной зоны заповедника площадью 94 435,0 га включает Чёрное море (полосу вдоль берега острова Тендровская коса); весь Тендровский залив (его восточная часть площадью 36 628 га); часть Егорлыцкого залива — южная часть залива, прилегающая к северному берегу полуострова Егорлыцкий Кут (8761 га), 1-километровая полоса вдоль северного берега залива в границах Солёноозёрного участка (1000 га) и вокруг Конских островов (818 га); 1-километровая полоса Чёрного моря и Егорлыцкого залива вокруг остров Долгий и Круглый. 
Буферная зона заповедника (площадь 18 620 га) — северная часть Егорлыцкого залива, что между акваторий заповедной зоны заповедника и побережьем самого залива.
В границах заповедника свыше 20 малых и средних островов, например, Тендровская коса, Долгий и Круглый; в Тендровском заливе — Смоленый, Орлов, Бабин, Сибирские, Егорлыцкие (Египетские); в Егорлыцком заливе — Орлов, Конские (Конский и Великий). 
На территории заповедника расположено множество озёр: на Егорлыцком Куте, например, Егорлыцкое; на Потиевском участке (вместе с охранной зоной) — Кефальное, Долгое, Круглое; в буферной зоне между Потиевской Стрелкой и Егорлыцким Кутом — Кефальное, Кефальное; на Солёноозёрном участке — Высокое, Круглое, Махортово.

## Климат
Климат теплый, но, несмотря на приморское положение, континентальный и сухой. Он характеризуется относительно низкой влажностью воздуха, малой облачностью, незначительным количеством осадков и сравнительно большой суточной и годовой амплитудой колебания температуры воздуха. Среднегодовая температура 10,8 °С.

## Природа
На территории заповедника находятся 446 видов позвоночных животных, более 3000 видов беспозвоночных, 728 видов растений. Из них в Красную книгу Украины и Европейский Красный список занесены 14 видов млекопитающих, 57 видов птиц, 37 видов насекомых, 41 вид растений.
Заповедник создан для охраны зимующих, перелётных и гнездящихся птиц и среды их обитания. Многочисленны на гнездовании чайки, крачки, кулики , утки, пастушковые, голенастые. В заливах — место массовой зимовки лебедей (кликуна и шипуна), уток, куликов, пастушковых. На пролёте много гусей (особенно белолобого), куликов, воробьиных и других птиц. На лесостепных участках встречаются на гнездовании малочисленные и редкие виды, такие, как дрофа, орлан-белохвост, нерегулярно встречается стрепет. Хорошо акклиматизировался пятнистый олень, завезённый в 1957 из Аскании-Нова. В водах обитают кефаль, глосса (подвид речной камбалы), бычки.
В 2004 г. на территории района неподалёку от села Бехтеры открылся целебный гейзер. Глубина источника 1572 м. Температура — 65 °C круглый год. Впоследствии на базе бьющего из-под земли источника был обустроен бассейн для принятия целебных ванн (там температура всего 45-50°С). Было обнаружено полезное влияние источника на опорно-двигательный аппарат, щитовидную железу, нервную систему и дыхательные пути.